# لوافظ آيسلندا
لوافظ آيسلندا أو اللوافظ البركانية لإيسلندا (بالألمانية:Island-Plume ) هي فوران للصخور الساخنة غير عادي تحت سطح الأرض في آيسلندا ، يرجح حدوثه على عمق نحو 400 كيلومتر تحت الأرض حيث يبدأ الغلاف الساخن للكرة الأرضية . ويرجح أن هذا هو مصدر تكون جزيرة آيسلندا وما يختصها من ظواهر بركانية لا نزال نشاهدها حتى يومنا هذا طبقا لنظرية اللوافظ للعالم ياسون مورجان.

## تطورها الجيولوجي

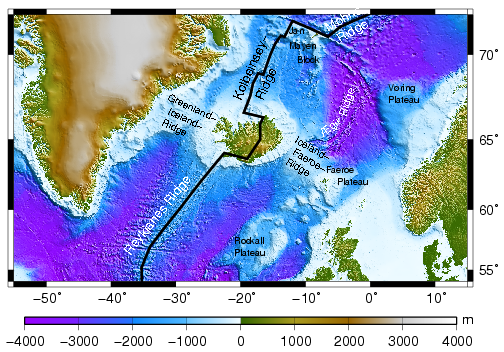
طبوغرافية المحيط الأطلسي حول جزيرة آيسلندا.

يعتقد أن تلك اللوافظ هي سبب وجود جزر آيسلندا ، كما تكون اللوافظ التصدع في قاع المحيط الأطلسي وبصفة خاصة سلسلة ريكيافيك الموجوة جنوب غرب الجزيرة. ويلاحظ زيادة سمك القشرة الأرضية عندها وارتفاع غير عادي لقاع البحر ، والتي توحي بوجود لوافظ ساخنة تسيل فوق القاع الصخري مصدرها في العمق ، تتداخل فوق بعضها البعض مما يرجح أن نشاط السيل متغير مع الوقت . كما يمكن أن يرجع ذلك التكوين إلى تأثيرات انزياح مركز الانبثاق وما يخرج منه من لوافظ.

## اقرأ أيضا
- مونا كيا
- مونا لوا
- بركان هيكلا
- انفجار بركاني
- انبثاق بركاني
- بركان طبقي
- بركان درعي
- بركان تصدعي
- حمم بركانية
- طفة بركانية
- صهارة